# Elecciones parlamentarias de Cabo Verde de 2011
Las elecciones parlamentarias se llevaron a cabo en Cabo Verde el 6 de febrero de 2011. El resultado fue una victoria para el gobernante Partido Africano de la Independencia de Cabo Verde (PAICV), dirigido por el primer ministro José María Neves, que ganó 38 de los 72 escaños en la Asamblea Nacional.
A pesar de los problemas técnicos impidieron un aviso oportuno de los resultados oficiales, pronto se hizo evidente que el PAICV había ganado una mayoría parlamentaria, y el MpD reconoció su derrota el 7 de febrero de 2011. El hecho de que la oposición hubiera aceptado su derrota antes de que se conocieran los resultados oficiales, fue visto en el exterior como un refuerzo en la democracia de Cabo Verde.

## Reglas electorales

### Sistema electoral
Los comicios se realizaron bajo la constitución de 1992 y la ley electoral del 30 de diciembre de 1994, con modificaciones introducidas en el año 2000. La Asamblea Nacional, órgano legislativo unicameral de Cabo Verde, es elegida por un sistema de escrutinio proporcional plurinominal con listas cerradas en representación de la población de Cabo Verde, con 6 de sus 72 escaños reservados para la diáspora caboverdiana, para un mandato máximo de cinco años. El país se encuentra dividido en diez distritos, con entre dos y diecinueve escaños cada una distribuidos de acuerdo a su población. Los seis escaños representativos de la diáspora se eligen en tres circunscripciones, representando una a África, una a América y otra a Europa y el Resto del Mundo, todas con dos escaños cada una. La distribución de bancas se hace por sistema D'Hondt. Las elecciones son administradas por la Comisión Nacional Electoral (CNE). Al tener Cabo Verde un sistema de gobierno semipresidencial, la Asamblea Nacional aprueba o rechaza el nombramiento del primer ministro, jefe de Gobierno del país. En la práctica, el partido con mayoría en la Asamblea ha encabezado el gobierno.
Todos los ciudadanos caboverdianos mayores de dieciocho años que no se encuentren bajo tutela especial, hayan sido declarados mentalmente inhábiles o se encuentren bajo una condena penal tienen derecho a votar y ser elegidos diputados de la Asamblea Nacional. El voto no es obligatorio. Los miembros del gobierno, jueces, diplomáticos, integrantes de las fuerzas armadas en servicio activo, miembros del Consejo de la República (con la sola excepción del presidente de la Asamblea Nacional, que en sí mismo debe ser un diputado electo) y los integrantes de la CNE están inhabilitados para presentarse como candidatos. Los partidos políticos deben presentar listas con tantos candidatos como escaños a cubrir en la circunscripción que disputan en un período de cuarenta y o cincuenta días antes de la realización de las elecciones.

### Cargos por circunscripción
| Circunscripción | Circunscripción | Circunscripción         | Diputados |
| --------------- | --------------- | ----------------------- | --------- |
| 1.ª             | Santo Antão     | Santo Antão             | 6         |
| 2.ª             | São Vicente     | São Vicente             | 11        |
| 3.ª             | São Nicolau     | São Nicolau             | 2         |
| 4.ª             | Sal             | Sal                     | 3         |
| 5.ª             | Boa Vista       | Boa Vista               | 2         |
| 6.ª             | Maio            | Maio                    | 2         |
| 7.ª             | Santiago Sul    | Santiago Sul            | 19        |
| 8.ª             | Santiago Norte  | Santiago Norte          | 14        |
| 9.ª             | Fogo            | Fogo                    | 5         |
| 10.ª            | Brava           | Brava                   | 2         |
| 11.ª            | Diáspora        | África                  | 2         |
| 12.ª            | Diáspora        | América                 | 2         |
| 13.ª            | Diáspora        | Europa e Resto do Mundo | 2         |
| Total           | Total           | Total                   | 72        |

## Resultados

### Resultado general
|  | 52.68 % |

|  | 42.27 % |

|  | 4.39 % |

|  | 0.46 % |

|  | 0.19 % |

|  | 98.68 % |

|  | 0.54 % |

|  | 0.78 % |

|  | 100.00 % |

|  | 76.01 % |

### Resultado por distrito electoral
| Circunscripción          | Circunscripción |         |        |      |        |        |      |       |        |      |       |       |      |       |       |      |
| Circunscripción          | Circunscripción | Votos   | %      | Esc. | Votos  | %      | Esc. | Votos | %      | Esc. | Votos | %     | Esc. | Votos | %     | Esc. |
| ------------------------ | --------------- | ------- | ------ | ---- | ------ | ------ | ---- | ----- | ------ | ---- | ----- | ----- | ---- | ----- | ----- | ---- |
| Boavista                 | 2               | 1.658   | 52,90% | 1    | 1.434  | 45,76% | 1    | —     | —      | —    | 42    | 1,34% | 0    | —     | —     | —    |
| Brava                    | 2               | 1.467   | 51,87% | 1    | 1.305  | 46,15% | 1    | 56    | 1,98%  | 0    | —     | —     | —    | —     | —     | —    |
| Fogo                     | 5               | 10.104  | 63,40% | 3    | 5.706  | 35,80% | 2    | 128   | 0,80%  | 0    | —     | —     | —    | —     | —     | —    |
| Maio                     | 2               | 1.400   | 40,73% | 1    | 2.037  | 59,27% | 1    | —     | —      | —    | —     | —     | —    | —     | —     | —    |
| Sal                      | 3               | 4.343   | 43,43% | 1    | 4.424  | 47,07% | 2    | 632   | 6,72%  | 0    | —     | —     | —    | —     | —     | —    |
| Santiago Norte           | 14              | 25.196  | 54,73% | 8    | 19.793 | 43,00% | 6    | 565   | 1,23%  | 0    | 288   | 0,63% | 0    | 193   | 0,42% | 0    |
| Santiago Sur             | 19              | 33.754  | 54,43% | 11   | 27.116 | 43,73% | 8    | 976   | 1,57%  | 0    | —     | —     | —    | 163   | 0,26% | 0    |
| Santo Antão              | 6               | 10.788  | 50,33% | 3    | 9.814  | 45,78% | 3    | 677   | 3,11%  | 0    | 166   | 0,77% | 0    | —     | —     | —    |
| São Nicolau              | 2               | 2.809   | 45,42% | 1    | 3.172  | 51,29% | 1    | 163   | 2,64%  | 0    | 40    | 0,65% | 0    | —     | —     | —    |
| São Vicente              | 11              | 14.835  | 44,62% | 5    | 11.541 | 34,71% | 4    | 6.297 | 18,94% | 2    | 504   | 1,52% | 0    | 73    | 0,22% | 0    |
| África                   | 2               | 1.905   | 65,44% | 1    | 1.006  | 34,56% | 1    | —     | —      | —    | —     | —     | —    | —     | —     | —    |
| América                  | 2               | 3.965   | 65,14% | 1    | 2.054  | 33,74% | 1    | 68    | 1,12%  | 0    | —     | —     | —    | —     | —     | —    |
| Europa y Resto del Mundo | 2               | 2.553   | 50,80% | 1    | 5.272  | 46,63% | 1    | 290   | 2,57%  | 0    | —     | —     | —    | —     | —     | —    |
| Total                    | 72              | 117.967 | 52,68% | 38   | 94.674 | 42,27% | 32   | 9.842 | 4,39%  | 2    | 1.040 | 0,46% | 0    | 429   | 0,19% | 0    |